# Witold Maksymowicz
Witold Maksymowicz (ur. 21 czerwca 1933 we Włodawie, zm. 30 kwietnia 2011 w Krakowie) – duchowny prawosławny, wieloletni proboszcz prawosławnej parafii Zaśnięcia Najświętszej Maryi Panny w Krakowie.

## Życiorys
Pochodził z rodziny duchownego prawosławnego. Rodzice: ojciec – ks. Michał Maksymowicz i matka – Antonina Maksymowicz zostali zamordowani na plebanii na Wołyniu strzałami w tył głowy w 1944. Po ich śmierci wychowaniem Witolda zajęli się jego siostra i szwagier – Julia i ks. Eugeniusz Lachoccy. Z nimi przybył do Krakowa, gdzie ks. Eugeniusz Lachocki był proboszczem krakowskiej parafii w latach 1962–1985.
W Krakowie Witold Maksymowicz ukończył szkołę podstawową, średnią oraz studia na Akademii Górniczo-Hutniczej z tytułem inżyniera elektryka. W wyuczonym zawodzie pracował w Hucie im. Lenina w Krakowie i Hucie Katowice.
Witold Maksymowicz był związany z życiem krakowskiej parafii prawosławnej – śpiewał w chórze, czytał podczas nabożeństw. Postanowił wstąpić na drogę kapłańską i poprosił o święcenia diakonatu, chcąc jako diakon pomagać ks. Eugeniuszowi w sprawowaniu nabożeństw. Po ukończeniu seminarium duchownego w Warszawie, 20 lipca 1983 otrzymał z rąk biskupa łódzkiego i poznańskiego Szymona święcenia diakonatu.
W 1985 zmarł ks. Eugeniusz Lachocki i 12 maja tegoż roku ks. Witold przyjął z rąk biskupa wrocławskiego i szczecińskiego Jeremiasza święcenia prezbiteratu. 18 lipca został p.o. proboszcza, a następnie (2 grudnia 1985) proboszczem parafii w Krakowie, zaś 5 listopada 1986 również dziekanem dekanatu krakowskiego. Ks. Witold Maksymowicz pełnił te funkcje do 31 sierpnia 2004.
Za pracę dla dobra Cerkwi Prawosławnej był wielokrotnie nagradzany m.in.: w 1990 został protojerejem (godność kanonika); krzyż z ozdobami otrzymał 18 marca 2004; Order św. Marii Magdaleny – 31 sierpnia 2004.
W latach 1992–2000 był pełnił funkcję wiceprezesa Krakowskiego Oddziału Polskiej Rady Ekumenicznej.
Witold Maksymowicz był żonaty z Walentyną Maksymowicz z domu Parfieńczyk, która zmarła kilka lat przed jego śmiercią. Miał dwójkę dzieci: syna Aleksandra i córkę Katarzynę.
Ks. Witold Maksymowicz zmarł 30 kwietnia 2011 w Krakowie. Uroczystości pogrzebowe odbyły się 4 maja 2011 w cerkwi prawosławnej w Krakowie, pod przewodnictwem dziekana krakowskiego ks. mitrata Sergiusza Dziewiatowskiego i ks. mitrata Mirosława Drabiuka z Częstochowy. Ks. Maksymowicz został pochowany na Cmentarzu Salwatorskim w Krakowie.